# Milton Álvarez
Milton David Álvarez (Munro, 26 gennaio 1989) è un calciatore argentino, portiere del Gimnasia (J).

## Carriera
Nato a Munro, ha trascorso i primi anni di carriera nelle serie inferiori del campionato argentino, fino alla chiamata dell'Independiente nel 2018. Ha debuttato in Primera División il 28 settembre in occasione dell'incontro pareggiato 0-0 contro il Tigre.

## Statistiche

### Presenze e reti nei club
Statistiche aggiornate al 6 dicembre 2020.
| Stagione        | Squadra         | Campionato      | Campionato | Campionato | Coppe nazionali | Coppe nazionali | Coppe nazionali | Coppe continentali | Coppe continentali | Coppe continentali | Altre coppe | Altre coppe | Altre coppe | Totale | Totale |
| Stagione        | Squadra         | Comp            | Pres       | Reti       | Comp            | Pres            | Reti            | Comp               | Pres               | Reti               | Comp        | Pres        | Reti        | Pres   | Reti   |
| --------------- | --------------- | --------------- | ---------- | ---------- | --------------- | --------------- | --------------- | ------------------ | ------------------ | ------------------ | ----------- | ----------- | ----------- | ------ | ------ |
| 2011-2012       | Huracán (TA)    | TA              | 15         | 0          | CA              | 0               | 0               |                    | -                  | -                  |             | -           | -           | 15     | 0      |
| 2012-2013       | Huracán (TA)    | TA-B            | 31         | 0          | CA              | 0               | 0               |                    | -                  | -                  |             | -           | -           | 31     | 0      |
| 2013-2014       | Sp. Italiano    | PBM-C           | 16         | 0          | CA              | 4               | 0               |                    | -                  | -                  |             | -           | -           | 20     | 0      |
| 2014            | Sp. Italiano    | PBM             | 8          | 0          |                 | -               | -               |                    | -                  | -                  |             | -           | -           | 8      | 0      |
| 2015            | Colegiales      | PBM             | 33         | 0          | CA              | 0               | 0               |                    | -                  | -                  |             | -           | -           | 33     | 0      |
| 2016            | Deportivo Morón | PBM             | 19         | 0          | CA              | 0               | 0               |                    | -                  | -                  |             | -           | -           | 19     | 0      |
| 2016-2017       | Deportivo Morón | PBM             | 34         | 0          | CA              | 0               | 0               |                    | -                  | -                  |             | -           | -           | 34     | 0      |
| 2017-2018       | Deportivo Morón | PN              | 23         | 0          | CA              | 0               | 0               |                    | -                  | -                  |             | -           | -           | 23     | 0      |
| 2018-2019       | Independiente   | PD              | 1          | 0          | CA              | 0               | 0               | CS                 | 1                  | 0                  |             | -           | -           | 2      | 0      |
| 2019-2020       | Independiente   | PD              | 0          | 0          | CA+CdL          | 0               | 0               |                    | -                  | -                  |             | -           | -           | 0      | 0      |
| 2019-2020       | Independiente   | PD              | 0          | 0          | CA+CdL+CM       | 0+0+3           | 0               | CS                 | 2                  | 0                  |             | -           | -           | 5      | 0      |
| Totale carriera | Totale carriera | Totale carriera | 180        | 0          |                 | 7               | 0               |                    | 3                  | 0                  |             | -           | -           | 190    | 0      |